# كافور الصوري
أبو الحسن كافور بن عبد الله الحبشي الليثي الصوري (؟ - 29 رجب 521/ 9 أغسطس 1127) محدّث وشاعر وأديب مصري من أهل القرن الخامس الهجري/ الحادي عشر الميلادي. ولد في القاهرة ونشأ بها، ثم سكن صور فنسب إليها، وتركها وسكن بغداد وطاف البلاد، ودخل خراسان ووصل إلى غزنة وما وراء النهر. اشتهر بحفظه في الأدب، وكان يحفظ كثيرًا النوادر واللطائف. وكان لهُ اهتمام باللغة. عاد إلى بغداد من أسفاره في بلاد فارس، وتوفي بها. لهُ قصائد متفرقة وردت في بعض مصادر سيرته.

## سيرته
هو كافور بن عبد الله، أبو الحسن الحبشي الخصيّ الليثي الصوري. ولد في القاهرة ونشأ بها، انتقل إلى صور فسكنها ونسب إليها، وسمع فيها أبو الفتح الزاهد. وسمع أيضًا من المبارك بن عبد الجبار الطيوري. ثم ترك صور، وقطع سكناه منها، وطاف البدان، ودخل خُراسان، وأقام في بُست مدة، فقال فيها بيتين من الشعر أنشدها لابن عساكر:
ثم وصل إلى غزنة، وخوارزم. قال أبو سعد السمعاني:قرأت في كتاب «سر السرور» لصديقنا أبي العلاء محمد بن محمود النيسابوري قاضي غزنة لكافور، هذا:
وأنشد له:
ثم دخل طبرستان وسمع بها القاضي أبا المحسن عبد الواحد الرُّوياني. وزار بيهق في خراسان، ولما دخلها كتب بها إلى الرئيس محمد منصور أبي سعد:
وودخل بخارى في خوارزم، وأنشد فيها بيتين من الشعر، قال:
ثم دخل دمشق، وسكن بغداد وسمع بها مالك بن أحمد البانياسي، وأبو الحسين ابن الطيوري، وسمعه بها ابن عساكر الدمشقي، وعده من شيوخه، وذكر له حديثًا. توفي كافور الصوري ليلة الأربعاء 29 رجب 521/ 9 أغسطس 1127 ببغداد، ودفن في المقبرة الوردية.

ذكره العماد الأصفهاني، فقال «هذا كافور أبو المسلك، كلامه أطيب رائحة من المسك، خَصِيٌ خصَّ بما لم يُخَصَّ به الفحول، خادمٌ خدمته لفضله الألبابُ والعقول، نظمُهُ تبرُ المحَك، وإبريز السِّبك، أوتى المعرفة، حتى نسج البرود المفوَّقة، وأنشأ الحدائق المزخرفة، ونظم اللآلئ المفوَّقة. كان يحفظ كثيرًا من المُلح والنوادر، ويزف إليك ما شئت من بنات الخواطر، عارف باللغة معرفةً صحيحة، ناظمٌ في القريض كلمات فصيحة، فاضل أديب عارف أريب.» 